# Жуков, Геннадий Васильевич
Геннадий Васильевич Жуков (род. 1938) — заслуженный художник Украины, член Донецкой областной организации национального союза художников Украины, художник, иконописец, скульптор.
Родом из Брянщины. В детстве жил в деревне. Собирал по деревне старые иконы и реставрировал их. Учился в художественной академии. После распада СССР и упадка донецкого художественного комбината переключился на иконопись.
Совместно с Владимиром Теличко в течение 20 лет расписали 14 храмов на Украине, Беларуси, России и Польше, среди них нижняя церковь Сергия Радонежского в Свято-Преображенском кафедральном соборе в Донецке, храм Георгия Победоносца в Донецке, подземные храмы святого преподобного Антония и Феодосия в пещерах Святогорской лавры и Алексеевской церкви в меловой горе (Святогорск), храм Святого Духа в Белостоке, церковь Иоанна Крестителя в Гайновке), церковь в городе Застенке, храм в Новом Свете, храм Петра и Павла в Красном Лимане, храм в Липецкой области, монастырь в Гродно, церковь Дома Милосердия в Минске, подворье монастыря в Юдино Московской области.
Участник творческой группы «Донецкий пленэр», которая ежегодно выезжает на этюды в Приазовье, Святогорье, Крым, на Красный Оскол и другие живописные места. Участник творческого объединения «Содружество».

## Выставки
C 1969 года принял участие в более чем двадцати выставках.
- 1975 — персональная выставка в Донецке[1]
- 1988 — персональная выставка в Донецке[1]
- 1989 — персональная выставка в Магдебурге[1]
- 1990 — персональная выставка в Киеве[1]
- 1999 — персональная выставка в Донецке[1]
- 2003 — «Донецк и Дончане»[1]
- 2005 — участие в выставке творческой группы «Донецкий пленэр» в Центре современного искусства и культуры имени А. Куинджи, Мариуполь[5].
- 2006 — выставка «Донецкий пленэр». Киев, выставочный зал НСХУ[4]
- 2007 — «Донецк и Дончане»[1]
- 2008 — юбилейная выставка работ членов творческой группы «Донецкий пленэр». Донецк, Донецкий областной художественный музей[4]
- 2008 — «Донецк и Дончане»[1]
- 2008 — персональная выставка в Донецке[1]
- 2008 — персональная выставка в Киеве[1]
- 2010 — участие в коллективной выставке живописи творческого объединения «Содружество» — «Творческие пути». Донецк, Донецкий областной художественный музей[6][7][8]
- 2010 — выставка в Нюрнберге[1]
- 2010 — персональная выставка в Святогорске[1]
- 2011 — участие в коллективной выставке «34 художника», посвящённой открытию ХВЦ «АртДонбасс»[9].
- 2011—2012 — «Восхождение к Образу» совместно с Владимиром Теличко, к 20-летию их совместной творческой работы. Донецк, дом работников культуры[3][10][11]; Краматорск, Краматорский городской музей истории[12]; Святогорск, Святогорская Лавра[13][14]; Харцызск, музей истории города Харцызска[15]; Макеевка, Макеевский художественно-краеведческий музей[16].
- 2012 — участие в коллективной выставке «А говорят у камня сердца нет…», посвящённой 85-летию создания заповедника Каменные могилы. Донецк, Донецкий областной краеведческий музей[17].